# 缓冲放大器

一個基於運算放大器的緩衝放大器，輸入電壓等於輸出電壓

缓冲放大器（英語：buffer amplifier，有时简称缓冲器），是一种在一个电路与另一个电路之间提供阻抗变换的设备。缓冲放大器主要包括电压缓冲器和电流缓冲器。